# Пљаша (Валча)
Пљаша (рум. Pleașa) насеље је у Румунији у округу Валча у општини Владешти. Oпштина се налази на надморској висини од 687 m.

## Становништво
Према подацима из 2002. године у насељу је живело 56 становника, од којих су сви румунске националности.